# Neuvième circonscription de la Haute-Garonne
La Neuvième circonscription de la Haute-Garonne est l'une des 10 circonscriptions législatives françaises que compte le département de la Haute-Garonne (31) situé en région Occitanie.

## Histoire
La neuvième circonscription de la Haute-Garonne est une nouvelle circonscription créée en 2010 par un nouveau découpage électoral.

## Description géographique et démographique
La composition de la circonscription est la suivante :
- Canton de Portet-sur-Garonne,
- Canton de Toulouse-9 (partie non comprise dans la 3e circonscription),
- Canton de Toulouse-10,
- Canton de Toulouse-11.

La population totale de cette circonscription est estimée à 127 492 habitants

## Historique des députations
| Législature | Début de mandat | Fin de mandat | Député            | Parti politique | Observations                                                                           |
| ----------- | --------------- | ------------- | ----------------- | --------------- | -------------------------------------------------------------------------------------- |
| XIVe        | 20 juin 2012    | 20 juin 2017  | Christophe Borgel | PS              |                                                                                        |
| XVe         | 21 juin 2017    | 21 juin 2022  | Sandrine Mörch    | LREM            |                                                                                        |
| XVIe        | 22 juin 2022    | 9 juin 2024   | Christine Arrighi | EÉLV            | Mandat écourté à la suite d'une dissolution parlementaire décidée par Emmanuel Macron. |
| XVIIe       | 8 juillet 2024  | En cours      | Christine Arrighi | LÉ              |                                                                                        |

## Historique des élections

### Élections législatives de 2012
| Candidat       | Candidat                     | Parti                                 | Premier tour | Premier tour | Second tour | Second tour |  |
| Candidat       | Candidat                     | Parti                                 | Voix         | %            | Voix        | %           |  |
| -------------- | ---------------------------- | ------------------------------------- | ------------ | ------------ | ----------- | ----------- |  |
|                | Christophe Borgel élu        | PS (PRG)                              | 12 697       | 29,88        | 24 901      | 64,69       |  |
|                | Élisabeth Pouchelon          | UMP                                   | 8 789        | 20,68        | 13 589      | 35,31       |  |
|                | Thierry Cotelle              | MRC                                   | 6 394        | 15,04        |             |             |  |
|                | Théo Buras                   | RBM (FN)                              | 5 086        | 11,97        |             |             |  |
|                | Jean-Marc Barès              | FG (PCF)                              | 3 953        | 9,30         |             |             |  |
|                | Christine Arrighi            | EÉLV (POC)                            | 2 651        | 6,24         |             |             |  |
|                | Éric Gautier                 | CpF (MoDem) (AC, NC, PRV)             | 1 506        | 3,54         |             |             |  |
|                | Raphaël Durand               | Pirate                                | 360          | 0,85         |             |             |  |
|                | Marie-Pierre Rockstroh-Rosso | AÉI                                   | 290          | 0,68         |             |             |  |
|                | Patrick Brisset              | NPA                                   | 238          | 0,56         |             |             |  |
|                | Zohra Slimane                | Divers droite (Les Mouchoirs Blancs), | 232          | 0,55         |             |             |  |
|                | Henri Martin                 | LO                                    | 204          | 0,48         |             |             |  |
|                | Claire Crousier Arniella     | S&P                                   | 100          | 0,24         |             |             |  |
|                |                              |                                       |              |              |             |             |  |
| Inscrits       | Inscrits                     | Inscrits                              | 76 393       | 100,00       | 76 388      | 100,00      |  |
| Abstentions    | Abstentions                  | Abstentions                           | 33 309       | 43,6         | 36 022      | 47,16       |  |
| Votants        | Votants                      | Votants                               | 43 084       | 56,4         | 40 366      | 52,84       |  |
| Blancs et nuls | Blancs et nuls               | Blancs et nuls                        | 584          | 1,36         | 1 876       | 4,65        |  |
| Exprimés       | Exprimés                     | Exprimés                              | 42 500       | 98,64        | 38 490      | 95,35       |  |

La suppléante de Christophe Borgel était Annie Vieu, fonctionnaire territoriale, maire-adjointe de Roquettes.

### Élections de 2017
|                                                                                  |                                                                                             |                           |                           |                          |                          |
|                                                                                  |                                                                                             | Premier tour 11 juin 2017 | Premier tour 11 juin 2017 | Second tour 18 juin 2017 | Second tour 18 juin 2017 |
|                                                                                  |                                                                                             |                           |                           |                          |                          |
|                                                                                  |                                                                                             | Nombre                    | % des inscrits            | Nombre                   | % des inscrits           |
| Inscrits                                                                         | Inscrits                                                                                    | 79 397                    | 100,00                    | 79 397                   | 100,00                   |
| Abstentions                                                                      | Abstentions                                                                                 | 40 196                    | 50,63                     | 44 968                   | 56,64                    |
| Votants                                                                          | Votants                                                                                     | 39 201                    | 49,37                     | 34 429                   | 43,36                    |
|                                                                                  |                                                                                             |                           | % des votants             |                          | % des votants            |
| Bulletins blancs                                                                 | Bulletins blancs                                                                            | 505                       | 1,29                      | 2 021                    | 5,87                     |
| Bulletins nuls                                                                   | Bulletins nuls                                                                              | 195                       | 0,50                      | 959                      | 2,79                     |
| Suffrages exprimés                                                               | Suffrages exprimés                                                                          | 38 501                    | 98,21                     | 31 449                   | 91,34                    |
|                                                                                  |                                                                                             |                           |                           |                          |                          |
| Candidat Étiquette politique (partis et alliances)                               | Candidat Étiquette politique (partis et alliances)                                          | Voix                      | % des exprimés            | Voix                     | % des exprimés           |
|                                                                                  |                                                                                             |                           |                           |                          |                          |
|                                                                                  | Sandrine Mörch La République en marche                                                      | 14 231                    | 36,96                     | 16 458                   | 52,33                    |
|                                                                                  | Manuel Bompard La France insoumise                                                          | 7 282                     | 18,91                     | 14 991                   | 47,67                    |
|                                                                                  | Christophe Borgel (député sortant) Parti socialiste                                         | 5 175                     | 13,44                     |                          |                          |
|                                                                                  | Eloïse Teriitaumihau Front national                                                         | 4 097                     | 10,64                     |                          |                          |
|                                                                                  | Simone Pauzin-Fournié Les Républicains (Union des démocrates et indépendants)               | 3 439                     | 8,93                      |                          |                          |
|                                                                                  | Christine Arrighi Europe Écologie Les Verts                                                 | 2 186                     | 5,68                      |                          |                          |
|                                                                                  | Véronique Blanstier Parti communiste français                                               | 706                       | 1,83                      |                          |                          |
|                                                                                  | Bastien Bouet-Announ Parti animaliste                                                       | 426                       | 1,11                      |                          |                          |
|                                                                                  | Amélia François Union populaire républicaine                                                | 311                       | 0,81                      |                          |                          |
|                                                                                  | Henri Martin Lutte ouvrière                                                                 | 295                       | 0,77                      |                          |                          |
|                                                                                  | Rivo Rakotomavo Union des démocrates et des écologistes - Parti écologiste - Le Bien commun | 236                       | 0,61                      |                          |                          |
|                                                                                  | Colette Charbonné-Fardella Écologiste (Mouvement 100 %)                                     | 71                        | 0,18                      |                          |                          |
|                                                                                  | Sabrina Isidore Écologiste (Mouvement 100 %)                                                | 46                        | 0,12                      |                          |                          |
| Source : Ministère de l'Intérieur - Neuvième circonscription de la Haute-Garonne |                                                                                             |                           |                           |                          |                          |

Le suppléant de Sandrine Mörch était Borhane Ferjani, médecin généraliste à Toulouse.

### Élections législatives de 2022
| Résultats des élections législatives des 12 et 19 juin 2022 de la 9e circonscription Haute-Garonne |                          |                                            |                          |              |              |             |             |
| Candidat                                                                                           | Candidat                 | Parti et coalition                         | Nuance                   | Premier tour | Premier tour | Second tour | Second tour |
| Candidat                                                                                           | Candidat                 | Parti et coalition                         | Nuance                   | Voix         | %            | Voix        | %           |
| | Christine Arrighi,       | EELV (NUPES)                               | NUP                      | 16 167       | 39,77        | 21 748      | 58,55       |
| | Sandrine Mörch           | EC (ENS)                                   | ENS                      | 10 265       | 25,25        | 15 399      | 41,45       |
| | Thomas Barkats           | RN                                         | RN                       | 5 781        | 14,22        |             |             |
| | Paul Rümler              | Fédération de la gauche républicaine - PRG | DVG                      | 1 998        | 4,91         |             |             |
| | Cécile Dufraisse         | LR (UDC)                                   | LR                       | 1 954        | 4,81         |             |             |
| | Jérôme Audisio           | REC                                        | REC                      | 1 869        | 4,60         |             |             |
| | Robert Baud              | FÉ (TUPLV)                                 | ECO                      | 1 326        | 3,26         |             |             |
| | Juliette Doroy           | PA                                         | ECO                      | 458          | 1,13         |             |             |
| | Henri Martin             | LO                                         | DXG                      | 447          | 1,10         |             |             |
| | Younès Benslimane        | PP                                         | DIV                      | 330          | 0,81         |             |             |
| | Damien Colomina          | RS (RdP)                                   | DVG                      | 59           | 0,15         |             |             |
| | Chantal Sirugue          | EXG                                        | DXG                      | 0            | 0,00         |             |             |
| Votes valides                                                                                      | Votes valides            | Votes valides                              | Votes valides            | 40 654       | 98,20        | 37 147      | 93.33       |
| Votes blancs                                                                                       | Votes blancs             | Votes blancs                               | Votes blancs             | 505          | 1,22         | 1755        | 4.41        |
| Votes nuls                                                                                         | Votes nuls               | Votes nuls                                 | Votes nuls               | 240          | 0,58         | 899         | 2.26        |
| Total                                                                                              | Total                    | Total                                      | Total                    | 41 399       | 100          | 39 801      | 100         |
| Abstention                                                                                         | Abstention               | Abstention                                 | Abstention               | 39 244       | 48,66        | 40 853      | 50.65       |
| Inscrits / participation                                                                           | Inscrits / participation | Inscrits / participation                   | Inscrits / participation | 80 643       | 51,34        | 80 654      | 49.35       |

La suppléante de Christine Arrighi était Myriam Martin, LFI, enseignante à Toulouse, conseillère régionale d'Occitanie.

### Élections de 2024
| Candidat                          | Candidat                 | Parti et coalition       | Nuances                  | Premier tour | Premier tour | Second tour | Second tour |
| Candidat                          | Candidat                 | Parti et coalition       | Nuances                  | Voix         | %            | Voix        | %           |
| --------------------------------- | ------------------------ | ------------------------ | ------------------------ | ------------ | ------------ | ----------- | ----------- |
|                                   | Christine Arrighi        | EELV (NFP)               | UG                       | 26 472       | 47,53        | 30 177      | 54,50       |
|                                   | Caroline Beout           | RN                       | RN                       | 13 865       | 24,89        | 14 775      | 26,68       |
|                                   | Florian Delrieu          | REN (ENS)                | ENS                      | 12 451       | 22,36        | 10 417      | 18,81       |
|                                   | Camille Clinet           | Le Centre                | DVC                      | 1 202        | 2,16         |             |             |
|                                   | Christelle Filippi       | REC                      | REC                      | 813          | 1,46         |             |             |
|                                   | Henri Martin             | LO                       | EXG                      | 569          | 1,02         |             |             |
|                                   | Nathanaëlle Loubet-Sruh  | NPA-R                    | EXG                      | 322          | 0,58         |             |             |
|                                   |                          |                          |                          |              |              |             |             |
| Votes valides                     | Votes valides            | Votes valides            | Votes valides            | 55 694       | 97,39        | 55 369      | 97,60       |
| Votes blancs                      | Votes blancs             | Votes blancs             | Votes blancs             | 1 026        | 1,79         | 979         | 1,73        |
| Votes nuls                        | Votes nuls               | Votes nuls               | Votes nuls               | 469          | 0,82         | 382         | 0,67        |
| Total                             | Total                    | Total                    | Total                    | 57 189       | 100          | 56 730      | 100         |
| Abstention                        | Abstention               | Abstention               | Abstention               | 24 179       | 29,72        | 24 648      | 30,29       |
| Inscrits / participation          | Inscrits / participation | Inscrits / participation | Inscrits / participation | 81 368       | 70,28        | 81 378      | 69,71       |
| Source : Ministère de l'intérieur |                          |                          |                          |              |              |             |             |

La suppléante de Christine Arrighi est Myriam Martin.